# УСМ Эль Хараш
«УСМ Эль-Хараш» — алжирский футбольный клуб из коммуны Эль-Харраш — пригорода города Алжира, выступающий в Чемпионате Алжира по футболу. Основан в 1935 году.

## История
Основанный в 1935 году «УСМ Эль Хараш» принимал участие в двух первым чемпионатах Алжира после обретения страной независимости в 1962 году. В 1974 году клуб выиграл свой первый титул в истории, став обладателем национального кубка. Команда в его финале обыграла «ВА Тлемсен» с минимальным счётом. Вернуться в главную алжирскую футбольную лигу же «УСМ Эль Хараш» смог год спустя, и команда не покидала её до сезона 1998/99. В 1984 году клуб занял второе место в чемпионате, а спустя 14 лет выиграл свой первый и единственный (на начало 2017 года) титул чемпиона Алжира. Сначала «УСМ Эль Хараш» стал первым в своей группе и вышел в финал первенства, где встречался с «УСМ Алжиром». К 65-й минуте он проигрывал со счётом 0:2, но за 12 минут сумел забить три мяча, в итоге одержав волевую победу. В следующем году «УСМ Эль Хараш» представлял свою страну в Лиге чемпионов КАФ 1999. Сначала он проиграл в гостях буркинийскому «УСФА» с результатом 0:2, но в ответном поединке разгромил соперника со счётом 6:0 и вышел во второй раунд. Там «УСМ Эль Хараш» был разгромлен (0:4) ивуарийским клубом «АСЕК Мимозас», и победа алжирцев в домашнем матче не спасла их от вылета из турнира. В том же году команда впервые за более чем 20 лет вылетела из главной алжирской лиги.
За следующие девять лет «УСМ Эль Хараш» провёл лишь один сезон в элите алжирского футбола. В 2008 году он вернулся в Дивизион 1. По итогам чемпионата 2012/13 клуб стал вторым в лиге. 

## История выступлений
| Сезон   | Дивизион | Место | Кубок |
| ------- | -------- | ----- | ----- |
| 1971/72 |          |       |       |
| 1972/73 |          |       |       |
| 1973/74 |          |       |       |
| 1974/75 | 2ª       |       |       |
| 1975/76 | 1ª       | 7-е   |       |
| 1976/77 | 1ª       | 9-е   |       |
| 1977/78 | 1ª       | 10-е  |       |
| 1978/79 | 1ª       | 5-е   |       |
| 1979/80 | 1ª       | 9-е   |       |
| 1980/81 | 1ª       | 4-е   |       |
| 1981/82 | 1ª       | 4-е   |       |
| 1982/83 | 1ª       | 6-е   |       |
| 1983/84 | 1ª       | 2-е   |       |
| 1984/85 | 1ª       | 9-е   |       |
| 1985/86 | 1ª       | 9-е   |       |
| 1986/87 | 1ª       | 11-е  |       |
| 1987/88 | 1ª       | 5-е   |       |
| 1988/89 | 1ª       | 10-е  |       |
| 1989/90 | 1ª       | 12-е  |       |
| 1990/91 | 1ª       | 9-е   |       |
| 1991/92 | 1ª       | 2-е   |       |

| Сезон   | Дивизион | Место      | Кубок |
| ------- | -------- | ---------- | ----- |
| 1992/93 | 1ª       | 6-е        |       |
| 1993/94 | 1ª       | 11-е       |       |
| 1994/95 | 1ª       | 12-е       |       |
| 1995/96 | 1ª       | 7-е        |       |
| 1996/97 | 1ª       | 4-е        |       |
| 1997/98 | 1ª       | Чемпион    |       |
| 1998/99 | 1ª       | 9-е (Гр.А) |       |
| 1999/00 | 2ª       |            |       |
| 2000/01 | 1ª       | 15-е       |       |
| 2001/02 | 2ª       |            |       |
| 2002/03 |          |            |       |
| 2003/04 |          |            |       |
| 2004/05 | 2ª       | 4-е        |       |
| 2005/06 | 2ª       |            |       |
| 2006/07 | 2ª       | 9-е        |       |
| 2007/08 | 2ª       | 2-е        |       |
| 2008/09 | 1ª       | 11-е       |       |
| 2009/10 | 1ª       | 5-е        |       |
| 2010/11 | 1ª       | 4-е        |       |
| 2011/12 | 1ª       | 10-е       |       |
| 2012/13 | 1ª       |            |       |

## Достижения

### Национальные
- Чемпион Алжира — 1 (1998)
- Обладатель Кубка Алжира — 2 (1974, 1987)